# Loyd King
Loyd King, né le 29 mai 1949, à Asheville, en Caroline du Nord, est un ancien joueur et entraîneur américain de basket-ball. Il évolue au poste de meneur.

## Palmarès
- Champion de France 1978